# Sveriges Utbildningsradio
Sveriges Utbildningsradio AB, nota anche come Utbildningsradion o semplicemente UR, è una società di servizio pubblico televisivo, di proprietà del gruppo Förvaltningsstiftelsen för SR, SVT och UR. Essa fornisce e trasmette una programmazione educativa nelle varie reti pubbliche di Sveriges Radio e di SVT, nonché gestisce al 50% la rete Kunskapskanalen con quest'ultima.
La compagnia è inoltre membro dell'Unione europea di radiodiffusione (UER) e di Nordvision.

## Storia
L'azienda trae origine dalla sperimentazione di Skolradio (Radio scolastica) da parte dello Skolöverstyrelsen (Consiglio Nazionale dell'Educazione) nel 1928, attività che divenne permanente l'anno seguente. Nel 1931, il Radiotjänst divenne il gestore delle trasmissioni. 
Nel 1961 iniziarono le trasmissioni di prova della televisione scolastica, un'attività che nel 1964 si fuse con la radio scolastica. A questa si aggiunse in seguito l'istruzione per adulti a cura di Sveriges Radio e l'attività fu finanziata con fondi fiscali.
Nel 1967, il Kommittén för Television och Radio i Utbildningen (TRU), il comitato per la televisione e la radio, fu fondato nel campo dell'istruzione pubblica con il fine di inviare materiale didattico multimediale alle università e alle scuole materne. La sede era a Stocksund e l'attività è proseguita fino al 1978, quando è stata rilevata dalla neonata Sveriges Utbildningsradio AB.

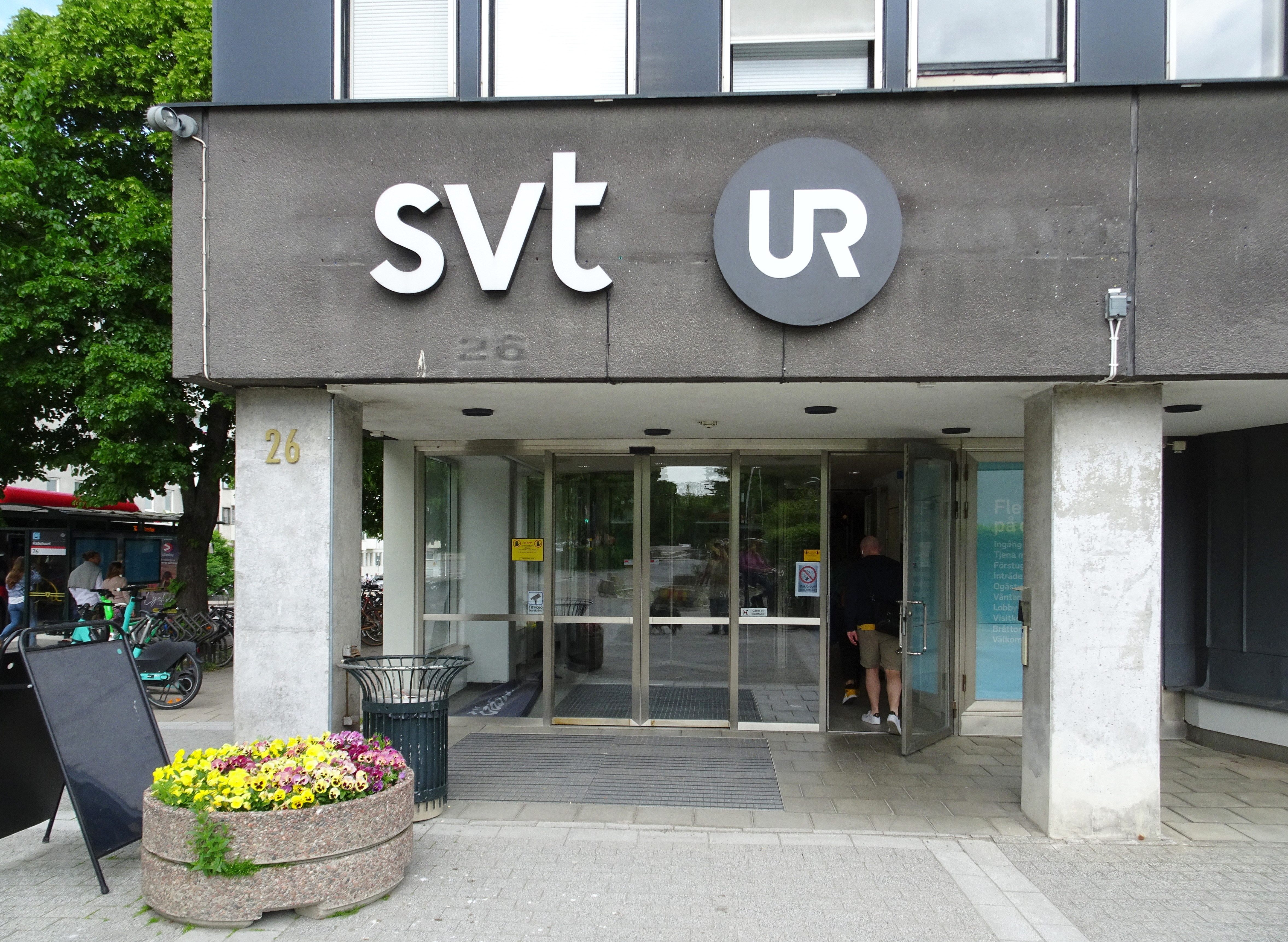
Ingresso agli uffici di SVT e UR.

Nel 1978 fu effettuata un'ampia riorganizzazione in cui Sveriges Radio (SR) fu suddivisa in quattro filiali di sua proprietà: Sveriges Riksradio (RR, Radio nazionale svedese); Sveriges Lokalradio (LRAB, radio locale svedese); Sveriges Utbildningsradio (UR, Radiodiffusione educativa svedese); e Sveriges Television (SVT, Televisione svedese). Nel 1985, il finanziamento fiscale cessò e la programmazione di UR iniziò ad essere finanziata dal canone televisivo. Nel 1994 è stata effettuata un'altra riorganizzazione e UR è diventata una società indipendente.

## Distribuzione
UR trasmette la propria programmazione sui canali P1, P2, P3 e P4 di Sveriges Radio (SR) e sui canali SVT1, SVT2 e SVT Barn di Sveriges Television (SVT). 
Il 27 settembre 2004 Kunskapskanalen prese il via. Il canale è gestito come un progetto di collaborazione tra UR e SVT. Ciascuna società si occupa del 50% dei contenuti e del tempo di trasmissione.

## Identità aziendale
Il logo di UR è sempre stato composto dalle lettere U e R intrecciate. Nel 1993 è stato introdotto un logo disegnato da Marie Möller, costituito da un cerchio nero riempito con la U in rosso e la R in blu. Successivamente, nel 2001, venne introdotto un nuovo logo che è un ulteriore sviluppo del suo predecessore, ma con un carattere diverso e solo il colore bianco per le lettere.

## Gestione

### Amministratori delegati
| Anni      | Amministratori delegati |
| --------- | ----------------------- |
| 1977–1986 | Börje Dahlqvist         |
| 1986–1998 | Lars Hansson            |
| 1998–1999 | Rolf Svensson           |
| 2000–2009 | Christina Björk         |
| 2009–2015 | Erik Fichtelius         |
| 2015–2017 | Christel Tholse Willers |
| 2017–2018 | Per Bergkrantz          |
| 2018–2023 | Sofia Wadensjö Karén    |
| 2023–     | Kalle Sandhammar        |

## Controversie
Nel 2016, UR è stata condannata dal Diskrimineringsombudsmannen (Garante contro la discriminazione) dopo aver pubblicato un annuncio di lavoro in cui il colore della pelle scuro era incluso nelle qualifiche del candidato.